# Горизонты: Часть первая
«Горизонты: Часть первая» (англ. Horizon: An American Saga – Chapter 1) — американский фильм в жанре вестерн американского режиссёра Кевина Костнера, часть франшизы. Главную роль в картине сыграл сам Костнер. Премьера фильма состоялась в мае 2024 года на Каннском кинофестивале, а 28 июня картина вышла в театральный прокат.

## Сюжет
Действие фильма происходит на американском Западе во второй половине XIX века.

## В ролях
- Кевин Костнер — Хэйс Эллисон
- Сиенна Миллер — Франсис Китридж
- Сэм Уортингтон — Трент Джефарт
- Джена Мэлоун — «Элен» Харви
- Оуэн Кроу Шу — Пионсенай
- Татанка Минс — Таклишим
- Элла Хант — Джульет Чесни
- Тим Гини — Джеймс Китридж
- Джованни Рибизи — Пикеринг
- Дэнни Хьюстон — полковник Альберт Хоутон
- Колин Каннингем — Чисхолм
- Скотт Хейз — Элиас Дженни
- Том Пэйн — Хью Проктор
- Эбби Ли — Мэриголд
- Майкл Рукер — старший сержант Томас Риордан
- Уилл Паттон — Оуэн Китридж
- Джим Лау — мистер Хонг
- Джорджия МакФейл — Элизабет Китридж
- Дуглас Смит — Сиг
- Роджер Ивенс — Бирк
- Ларри Бэгби — Билли Лэндри
- Хэйс Костнер — Натаниэль Китридж
- Дэниел Линк — Малкольм
- Клодия Коннер — миссис Боумэн
- Изабель Фурман — Даймонд Китридж
- Джефф Фейхи — детектив
- Тим Гуини
- Майкл Ангарано — Уолт
- Ангус Макфадьен — Демаре

## Создание
Warner Bros. Pictures выступила в качестве нанятого дистрибьютора, ничего не инвестировав в фильм и получая 8% от билетов в качестве вознаграждения за свои услуги. Для финансирования проекта Кевин Костнер заложил недвижимость в Санта-Барбаре, штат Калифорния, и заручился поддержкой частных инвесторов.

## Релиз и восприятие
Премьера фильма состоялась в мае 2024 года на Каннском кинофестивале. После показа зрители аплодировали 10 минут, крича: «Кевин! Кевин! Кевин!» так, что Костнер прослезился. 
Российский кинокритик Тамара Ходова охарактеризовала картину словами: «Очень занимательно, жестоко, масштабно, но только для тех, кто прямо очень любит вестерны».
28 июня «Горизонты: Часть первая» вышла в театральный прокат.